# Sibuyansee
Die Sibuyansee ist eine zentral zwischen den philippinischen Inseln im Bezirk MIMARO gelegene Meerenge. Sie wird manchmal auch Sibu-See abgekürzt.

## Geografie
Die Sibuyansee wird im Norden und Osten durch die Insel Luzon, im Süden durch die Insel Panay und im Westen durch die Insel Mindoro begrenzt. Innerhalb der Sibuyansee liegen neben der Insel Burias die Romblonen, eine Inselgruppe vulkanischen Ursprungs, zu denen neben Tablas und Romblon auch die namensgebende Insel Sibuyan gehört.
Im Osten geht die Sibuyansee im Jintotolo-Kanal in die Visayas-See über, im Westen über die Tablas-Straße in die Sulusee, an der Grenze zur Sulusee liegen die Caluya-Inseln. Im Nordosten der Sibuyansee liegt der Golf von Ragay, dieser wird durch die Bondoc-Halbinsel von der Bucht von Tayabas im Norden getrennt ist. Ihr östlichster Ausläufer bildet die Bucht von Sorsogon, in der Bicol-Region. Über die Isla-Verde-Straße, im Nordwesten, ist die Sibuyansee mit dem Südchinesischen Meer verbunden.

## Geschichte
In den Gewässern der Sibuyansee fand am 28. Juli 1646 die zweite der fünf Seeschlachten der La Naval de Manila statt, die in die Geschichte der Philippinen als Sieg über die Niederlande eingingen.
1944 fand hier die Schlacht in der Sibuyansee (einem Teil der See- und Luftschlacht im Golf von Leyte) zwischen Amerikanern und Japanern statt. Im Verlauf der Seeschlacht sank eines der größten jemals gebauten Schlachtschiffe, die japanische Musashi.
Am 22. Juni 2008 sank vor der Insel Sibuyan die Fähre Princess of the Stars, während des Taifuns Fengshen. Das Schiff befand sich auf dem Weg von Manila nach Cebu City und riss über 800 Passagiere in den Tod.

## Einzelnachweise

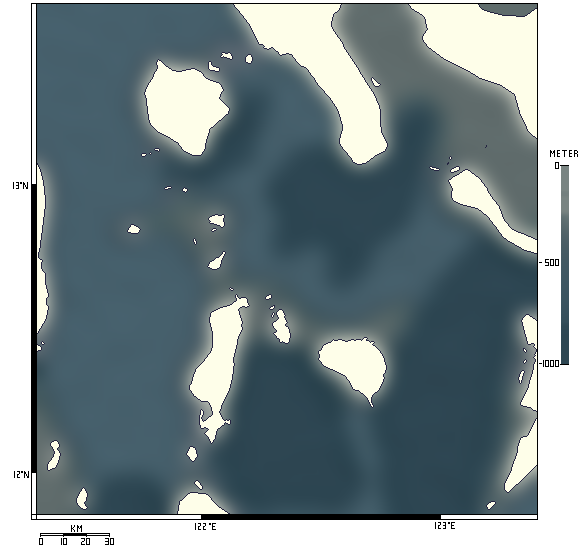
Tiefenreliefs der Sibuyan-See